# Барова каменерізна машина
Барова машина каменерізна — машина з виконавчим органом у вигляді бару для вирізування з масиву монолітів або блоків.

## Загальний опис
Застосовується на монолітних породах з кутом падіння шарів не більше 15о. У барових каменерізних машинах закладений конструктивний принцип вугледобувних врубових машин. Вперше барові каменерізні машини почали використовуватися для вирізування блоків каменю з 20-х рр. XX ст.
За призначенням і областю застосування виділяють машини для видобутку стенового (з коеф. міцності до 5) і облицювального (з коеф. міцності до 9) каменю; за характером роботи — на передуступні і надуступні, які працюють в кар'єрах і шахтах. За числом виконавчих органів розрізняють барові каменерізні машини однобарові і багатобарові. Більшість барових каменерізних машин універсальні. Найбільше поширення отримали однобарові каменерізні машини для видобутку облицювального каменю на відкритих гірничих роботах. При використанні барових каменерізних машин звичайно застосовують стовпову систему розробки. Перевага барових каменерізних машин в порівнянні з іншими видами каменерізних машин — підвищений коефіцієнт використання довжини робочого інструмента (до 85 %) при відносно невеликій його товщині. Забезпечується виконання глибоких пропилів і тим самим видобуток блоків великого розміру при невисоких втратах сировини на пропили. Інтенсифікується процес відділення блоків від масиву, збільшуються висота видобувних уступів, темп поглиблення кар'єрів, коеф. заповнення робочого простору каменерозпилювальних верстатів.